# WIV Premier League 2019-20
La WIV Premier League 2019-20 fue la edición número 22 de la WIV Liga Premier. En esta temporada participaron 7 equipos con dos nuevos equipos, el Academy Falcons FC y el Blue Hills FC. La temporada fue abandonada por la Pandemia de COVID-19 en las Islas Turcas y Caicos. Pero hay campeón y es el SWA Sharks por ser el ganador del Torneo Apertura 2019.

## Formato
En esta temporada se dividió en dos torneos cortos, apertura y clausura. Tanto en apertura como clausura, se jugaron en sistema de todos contra todos en una o dos ruedas. El ganador del apertura y el de clausura jugaron con los segundos por el título de la Premier League en donde el campeón de cumplir los requisitos podrá participar en la CONCACAF Caribbean Club Shield 2021.

## Equipos participantes
- Academy Eagles FC
- Academy Falcons FC
- AFC Academy
- Beaches FC
- Blue Hills FC
- Flamingo FC
- SWA Sharks

## Apertura
Actualizado el 22 de Febrero de 2020.
| Pos. | Equipo             | PJ | PG | PE | PP | GF | GC | DG  | Pts. | Clasificado a       |
| ---- | ------------------ | -- | -- | -- | -- | -- | -- | --- | ---- | ------------------- |
| 1    | SWA Sharks (Q)     | 12 | 10 | 0  | 2  | 36 | 14 | +22 | 30   | Ronda de campeonato |
| 2    | AFC Academy (Q)    | 12 | 9  | 1  | 2  | 48 | 19 | +29 | 28   | Ronda de campeonato |
| 3    | Beaches FC         | 12 | 9  | 0  | 3  | 37 | 14 | +23 | 27   |                     |
| 4    | Flamingo FC        | 12 | 5  | 1  | 6  | 35 | 24 | +11 | 16   |                     |
| 5    | Blue Hills FC      | 12 | 5  | 0  | 7  | 26 | 27 | -1  | 15   |                     |
| 6    | Academy Falcons FC | 12 | 3  | 0  | 9  | 25 | 63 | -38 | 9    |                     |
| 7    | Academy Eagles FC  | 12 | 0  | 0  | 12 | 12 | 58 | -46 | 0    |                     |

## Clausura
Actualizado el 8 de Marzo de 2020.
| Pos. | Equipo             | PJ | PG | PE | PP | GF | GC | DG | Pts. | Clasificado a       |
| ---- | ------------------ | -- | -- | -- | -- | -- | -- | -- | ---- | ------------------- |
| 1    | Academy Eagles FC  | 2  | 2  | 0  | 0  | 9  | 6  | +3 | 6    | Ronda de campeonato |
| 2    | Beaches FC         | 2  | 1  | 1  | 0  | 3  | 0  | +3 | 4    | Ronda de campeonato |
| 3    | AFC Academy        | 1  | 1  | 0  | 0  | 3  | 2  | +1 | 3    |                     |
| 4    | SWA Sharks         | 1  | 0  | 1  | 0  | 0  | 0  | 0  | 1    |                     |
| 5    | Academy Falcons FC | 1  | 0  | 0  | 1  | 5  | 6  | -1 | 0    |                     |
| 6    | Blue Hills FC      | 1  | 0  | 0  | 1  | 2  | 3  | -1 | 0    |                     |
| 7    | Flamingo FC        | 2  | 0  | 0  | 2  | 1  | 6  | -5 | 0    |                     |

## Tabla Acumulada
Actualizado el 8 de Marzo de 2020.
| Pos. | Equipo             | PJ | PG | PE | PP | GF | GC | DG  | Pts. | Clasificado a       |
| ---- | ------------------ | -- | -- | -- | -- | -- | -- | --- | ---- | ------------------- |
| 1    | AFC Academy (Q)    | 13 | 10 | 1  | 2  | 51 | 21 | +30 | 31   | Ronda de campeonato |
| 2    | Beaches FC         | 14 | 10 | 1  | 3  | 40 | 14 | +26 | 31   | Ronda de campeonato |
| 3    | SWA Sharks (Q)     | 13 | 10 | 1  | 2  | 36 | 14 | +22 | 31   | Ronda de campeonato |
| 4    | Flamingo FC        | 14 | 5  | 1  | 8  | 36 | 30 | +6  | 16   |                     |
| 5    | Blue Hills FC      | 13 | 5  | 0  | 8  | 28 | 30 | -2  | 15   |                     |
| 6    | Academy Falcons FC | 13 | 3  | 0  | 10 | 30 | 69 | -39 | 9    |                     |
| 7    | Academy Eagles FC  | 14 | 2  | 0  | 12 | 21 | 64 | -43 | 6    |                     |